# Leïla Benali
Ne doit pas être confondu avec Leïla Ben Ali.
Leïla Benali, née le 25 avril 1978 à Casablanca, est une personnalité politique marocaine, ingénieure, économiste et experte internationale dans le domaine des énergies et de la finance. 
Elle est, depuis le 7 octobre 2021, la ministre de la Transition énergétique et du Développement durable du Maroc dans le gouvernement Akhannouch.

## Biographie
Leïla Benali naît le 25 avril 1978 à Casablanca, elle acquiert la nationalité française par naturalisation le 28 mai 2009 et est autorisée à s'appeler légalement Leïla Rachel Benali.

### Formation
Diplomée de l’École Mohammédia d’ingénieurs et de l’École centrale Paris (promotion 2001), elle est également titulaire d’un DEA en sciences politiques et d'un doctorat en économie obtenu à Sciences Po.
Sa thèse de doctorat est réalisée en 2010, sous la direction de Jean-Paul Fitoussi ; elle s'intitule « Electricity reforms in the Middle East and North Africa » (en français « Réformes dans le domaine de l'énergie électrique au Moyen-Orient et en Afrique du Nord »).

### Carrière professionnelle
Elle travaille pendant trois ans comme ingénieure pour l'ONA et Schlumberger, avant d'enseigner les politiques énergétiques à Science Po, tout en continuant sa carrière dans le secteur privé. 
En 2013, elle opère un autre tournant dans sa carrière en rejoignant le géant saoudien du pétrole Saudi Aramco.
Elle est invitée à rejoindre la commission d’experts en énergies fossiles de l'ONU. En 2018, elle rejoint l'APICORP, une institution financière regroupant les pays arabes exportateurs de pétrole, spécialisée dans l'énergie, en tant qu'« économiste en chef » et « stratège en chef ». Elle dirige, en même temps, les deux départements « stratégie » et « durabilité » de la banque, pesant ainsi sur les décisions en matière d’investissement ou de dette de la banque. APICORP est devenue l'« Arab Energy Fund ».
Elle est fonctionnaire dans la plus grande organisation mondiale de l'énergie : l'International Energy Forum (en), encore quelques mois avant les élections d' octobre 2021, qui la voient quitter ce poste pour devenir ministre de la Transition énergétique et du Développement durable, à la demande du gouvernement marocain.

### Carrière politique
Leïla Benali a été l'une des 35 membres de la Commission spéciale du Modèle de développement (CSMD) appelée à proposer un nouveau modèle de développement pour le Maroc. Le 7 octobre 2021, le roi du Maroc, Mohammed VI, la nomme ministre de la Transition énergétique et du Développement durable, succédant à Aziz Rabbah,.
Dans le cadre de ses nouvelles fonctions, elle participe à la COP26 en novembre 2021.
En mai 2024, Leïla Benali est critiquée en raison d’une relation — supposée — avec le fondateur d’un groupe minier australien, étant soupçonnée de conflit d'intérêts et attaquée sur sa vie privée. Leïla Benali a fermement démenti ces allégations dans un communiqué de presse,.